# Мавров В'ячеслав Георгійович
В'ячеслав Георгійович Мавров (18 січня 1960, Коркіно, РРФСР — 23 червня 2016, Стрий, Львівська область, Україна) — радянський та український футболіст російського походження, виступав на позиції півзахисника. Український футбольний тренер.

## Кар'єра гравця
Вихованець ДЮСШ міста Стрий, перший тренер — Олексій Петрович Кухар. У 1978 році розпочав кар'єру в футбольній команді Львівського військового університету Радянської армії та флоту. У 1981 році став гравцем аматорського клубу «Авангард» (Стрий). З 1982 по 1988 рік виступав в аматорських колективах «Нафтовик» (Дрогобич) та «Авангард» (Жидачів). Першим клубом майстрів для В'ячеслава стало «Поділля» (Хмельницький), у футболці якого в 1989 році він провів 20 поєдинків у другій союзній лізі. Після цього знову виступав на амторському рівні за «Авангард» (Жидачів), «Нафтовик» (Долина), «Нива» (Бережани), «Бескид» (Надвірна), та «Зоря» (Хоростків). У сезоні 1993/94 років зіграв 2 поєдинки за першолігову стрийську «Скалу». У 1994 році перейшов у третьоліговий «Авангард» (Жидачів). У 1995 році виїхав до сусідньої Польщі, де в складі кросненських «Карпат» у Першій лізі відзначився 1 голом. У сезоні 1995/96 років знову виступав у жидачівському «Авангарді». У 1996 році перейшов до ще аматорського миколаївського клубу «Цементник-Хорда», в складі якого 2001 року й завершив кар'єру гравця.

## Кар'єра тренера
Розпочав тренерську діяльність по завершенні ігрової кар'єри. Спочатку тренував аматорські колективи, а потім отримав запрошення до тренерського штабу ФК «Львів», яким керував Сергій Ковалець. З квітня по травень 2007 року, а також у серпні 2009 року виконував обов'язки головного тренера ФК «Львів». Потім працював асистентом у Сергія Ковальця в клубах «Оболонь» (Київ), «Татран» (Пряшів) та «Металург» (Запоріжжя), а також у молодіжній збірній Україні. У вересні 2014 року став новим тренером воротарів у «Ниві» (Тернопіль). У 2015 році залишив тернопільський колектив. Помер 23 червня 2016 року після важкої хвороби.

## Особисте життя
Син В'ячеслава, Назар, також став футболістом.